# Тежак пут
„Тежак пут” је југословенски и словеначки ТВ филм из 1973. године. Режирао га је Матјаж Клопчич а сценарио је написао Франце Бевк.

## Улоге
| Глумац         | Улога  |
| -------------- | ------ |
| Радмила Андрић |        |
| Радко Полич    |        |
| Мира Ступица   |        |
| Даре Улага     |        |
| Даре Валич     |        |
| Антон Петје    | Путник |